# Hiltpoltstein
Hiltpoltstein là một đô thị thuộc huyện Forchheim trong bang Bayern nước Đức. Đô thị Hiltpoltstein có diện tích 25,56 km², dân số thời điểm 31 tháng 12 năm 2006 là 1555 người.